# Pagani Zonda

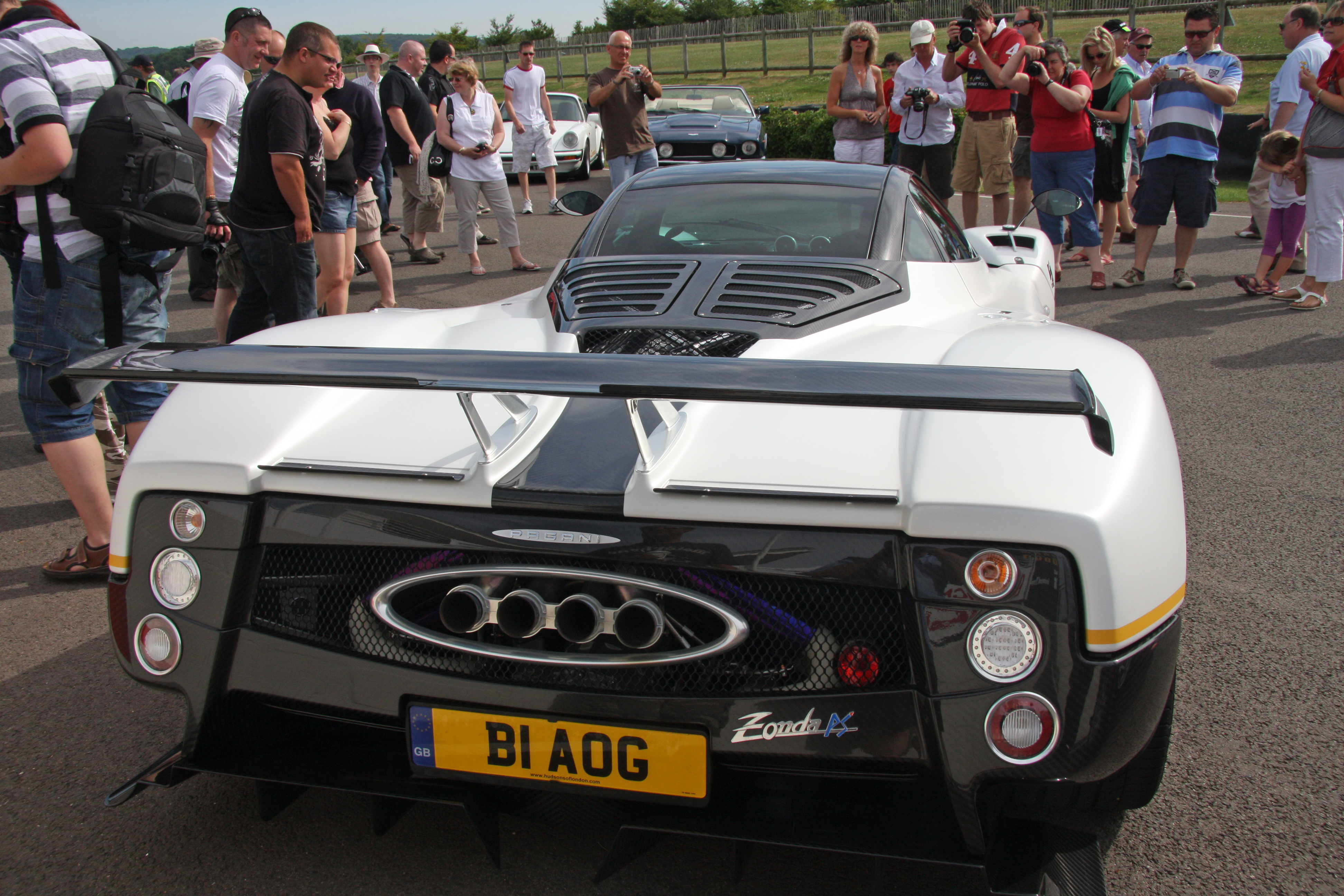
Pagani Zonda PS bakifrån

Pagani Zonda är en supersportbil tillverkad av den italienska biltillverkaren Pagani. Den presenterades 1999 och har till dags dato[när?] tillverkats i 68 exemplar. Bilen är tvåsitsig, har mittmotor och finns både som coupe och cabriolet. Bilen är bakhjulsdriven och byggd i främst kolfiber.
Den har byggts i flera olika versioner, varav Pagani Zonda Evolution är den senaste.
Ersättaren heter Huayra  och drivs av en 7 liters AMG v12:a med 750 hästkrafter.
Några tidiga konstruktioner var gjorda av Juan Manuel Fangio. Bilen döptes också ursprungligen efter honom, "Fangio F1", men bytte namn efter hans död 1995. 
Zonda blir ofta jämförd med andra superbilar som till exempel Koenigsegg CCX, Lamborghini Murciélago och Porsche Carrera GT.